# Lasioglossum proximum
Lasioglossum proximum är en biart som först beskrevs av Rayment 1947.  Lasioglossum proximum ingår i släktet smalbin, och familjen vägbin. Inga underarter finns listade i Catalogue of Life.